# SuperTiling

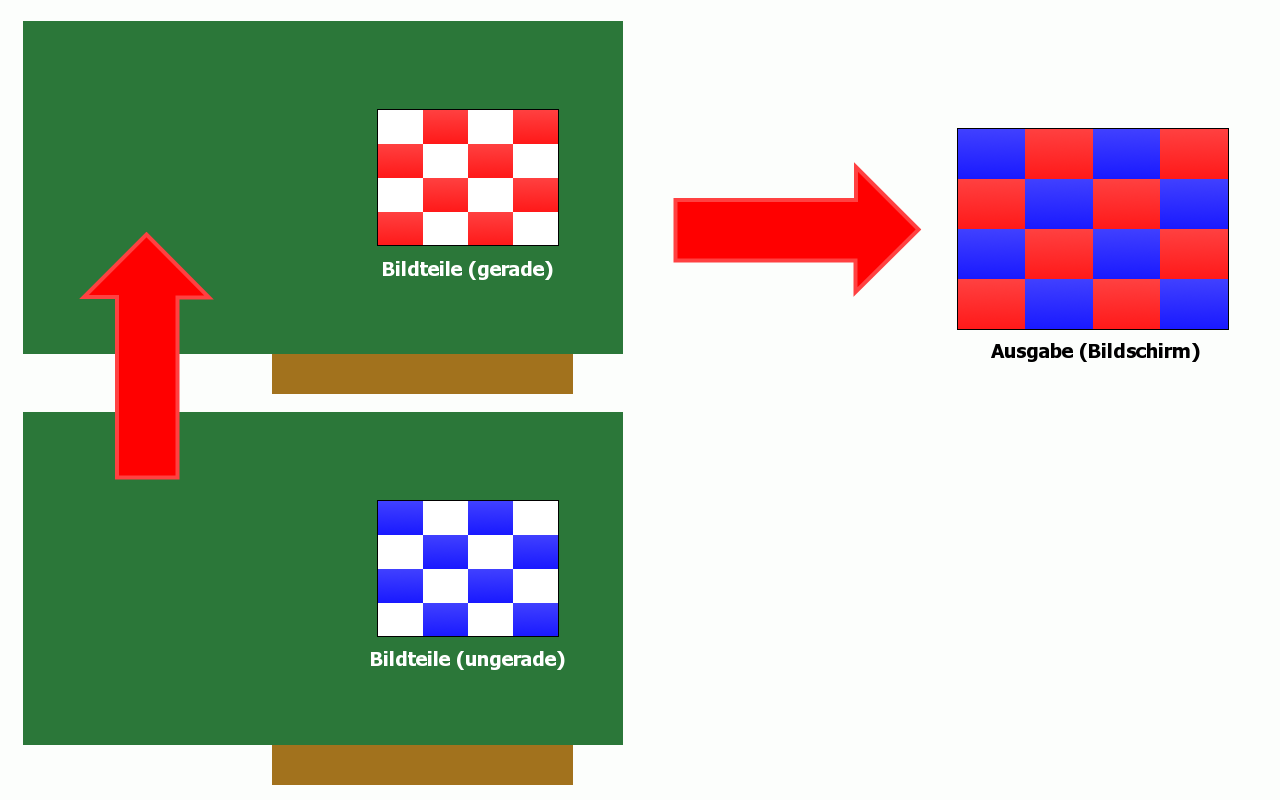
Schema der Funktionsweise

SuperTiling ist eine Render-Modus, der bei Multi-GPU-Verfahren eingesetzt wird.

## Technik
Bei SuperTiling wird das Bild schachbrettartig aufgeteilt (in imaginäre „schwarze“ und „weiße“ Felder) und jede Karte berechnet eine bestimmte „Farbe“ dieses Brettes. Dabei rendern beide Karten gleichzeitig das gleiche Bild.
Beispiel:
- Karte 1 rendert die „schwarzen“ Felder eines Frames
- Karte 2 rendert die „weißen“ Felder eines Frames

## Anwendung
Bei folgenden Multi-GPU-Techniken kommt SuperTiling zum Einsatz:
- ATI Crossfire